# Arbancón
Arbancón ist ein Ort und eine Gemeinde (municipio) mit 146 Einwohnern (Stand: 2024) im Südwesten der Provinz Guadalajara in der Autonomen Gemeinschaft Kastilien-La Mancha. 

## Lage und Klima
Arbancón liegt in einer Höhe von ca. 905 m in der Kulturlandschaft der Serranía. Die Entfernung zur südlich gelegenen Provinzhauptstadt Guadalajara beträgt ca. 38 Kilometer (Fahrtstrecke). Das Klima ist gemäßigt bis warm; Regen (ca. 485 mm/Jahr) fällt übers Jahr verteilt.

## Bevölkerungsentwicklung
| Jahr      | 1970 | 1981 | 1991 | 2001 | 2011 | 2021 |
| Einwohner | 238  | 238  | 216  | 193  | 169  | 141  |

## Sehenswürdigkeiten

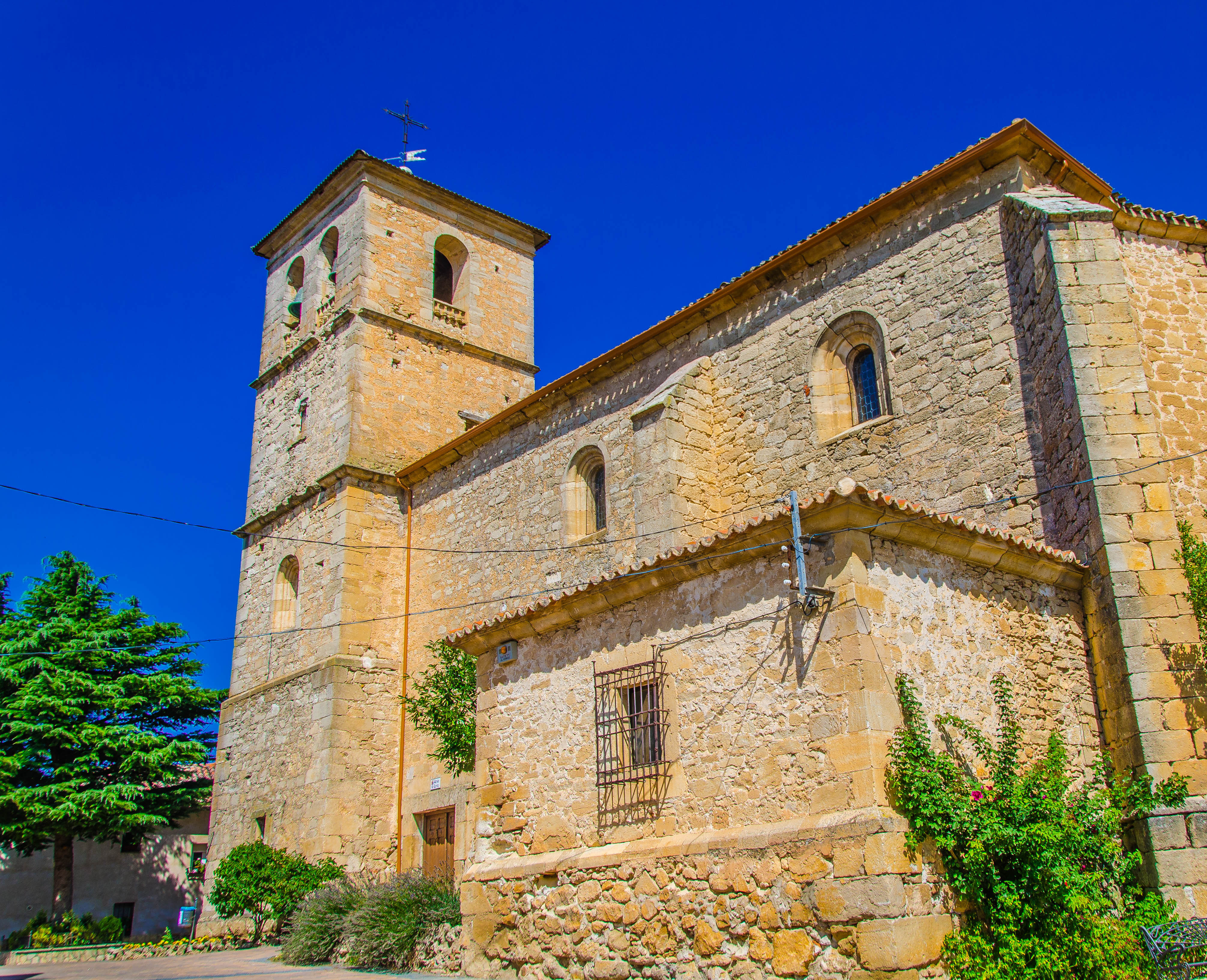
Benediktskirche
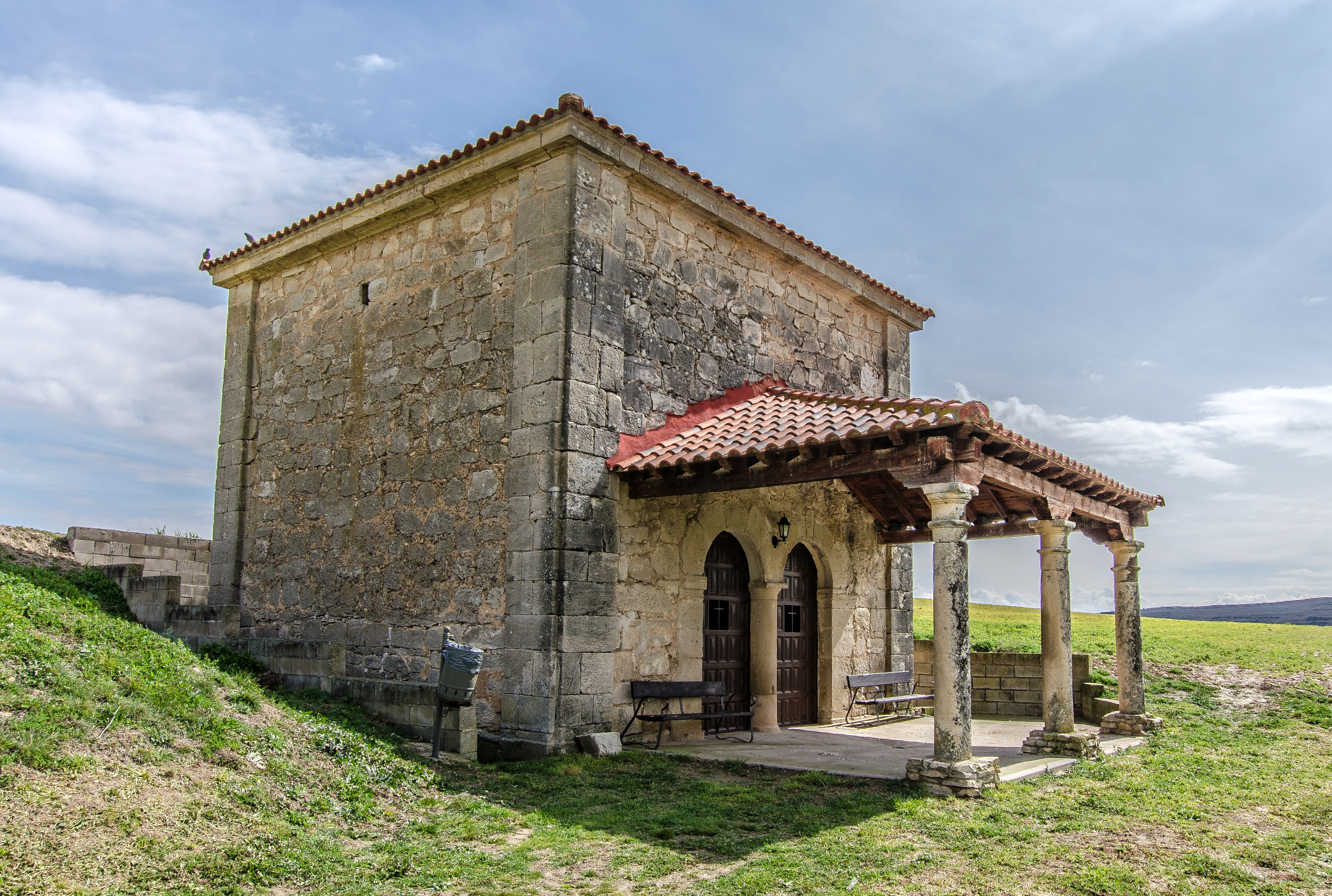
Marienkapelle
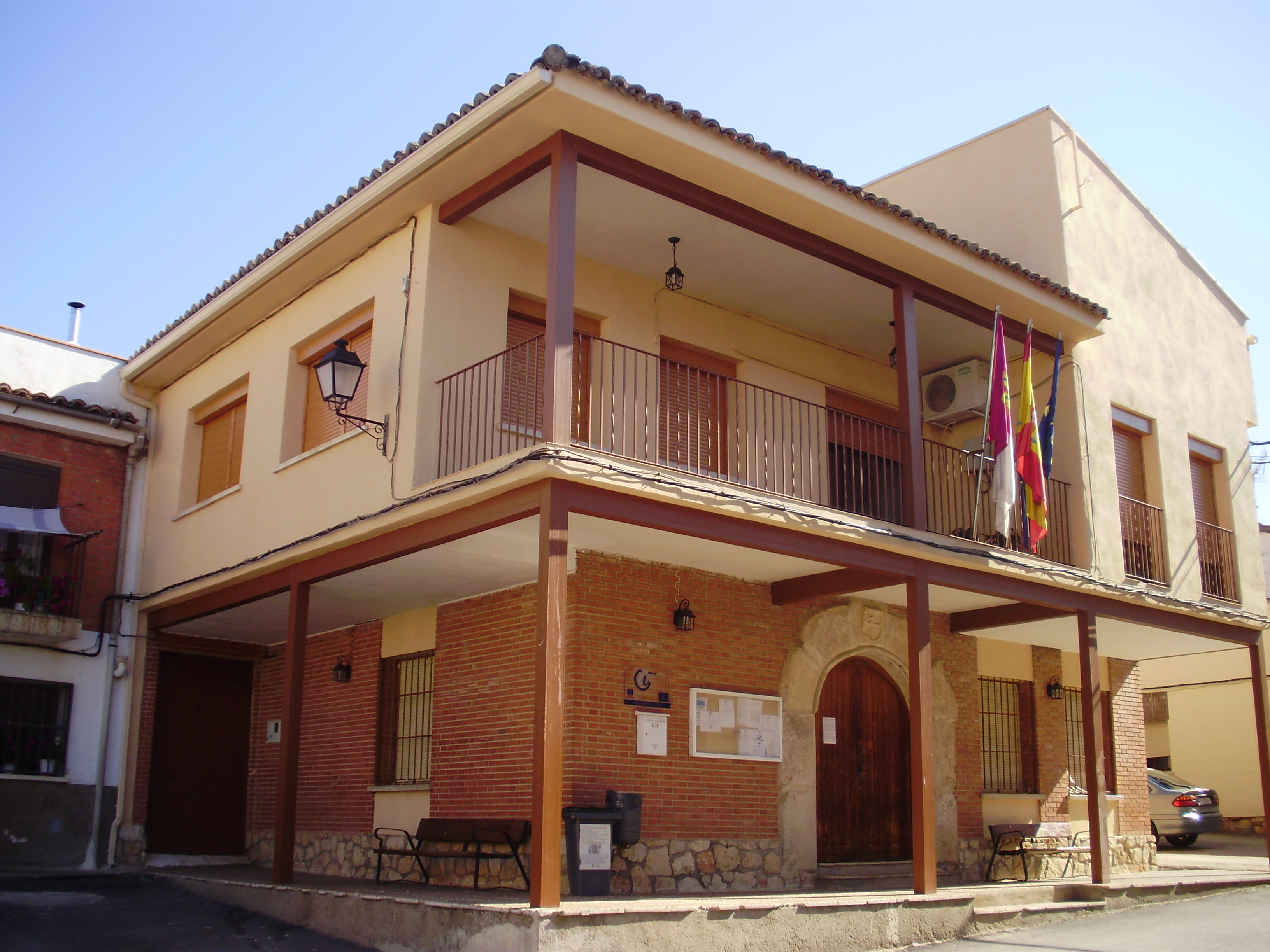
Rathaus

- Benediktskirche
- Marienkapelle
- Rathaus